# Ignacio Noé
Ignacio Noé (Belén de Escobar, 27 de enero de 1965) es un diseñador e ilustrador argentino de historietas. Es un artista en una amplia gama de géneros gráficos, trabajando en cómics, libros infantiles, ilustraciones de revistas, cómics eróticos, en un estilo altamente propio, utilizando tanto medios digitales como tradicionales.

## Biografía
Se inició en Italia a finales de 1980, trabajando particularmente en el mensuario Comic Art sobre los guiones de Ricardo Barreiro. En 1995, su primer álbum Le couvent infernal fue considerado algo irrespetuoso de la religión católica para el esándar de los editores italianos, por lo que se publicó en la revista española Kiss Comix. El éxito fue inmediato y se repitió al año siguiente en la misma revista con Diet donde expresó su gusto por mujeres voluptuosas y de gran busto.
En Francia, es publicado en la versión francesa del mensuario Kiss Comix. También ofrece talleres de pintura dirigido hacia el campo de la ilustración.